# 문영민
문영민(1973년 6월 29일 ~ )은 대한민국의 전직 iTV 경인방송 아나운서이다.

## 학력
- 여의도중학교 (졸업)
- 여의도여자고등학교 (졸업)
- 연세대학교 생명공학과 (졸업)

## 방송 진행

### TV
- 1999년 iTV 《찬스타임 행운을 누르세요》
- 2001년 iTV 《성공예감 카운트다운》
- 2002년 iTV 《도전 성공 만들기》
- 2002년 iTV 《네트워크 광장》
- 2003년 iTV 《iTV 뉴스8》
- 2004년 iTV 《iTV 뉴스10》 주말 진행

### 라디오
- 2004년 iTV iFM 《오종철, 문영민의 팡팡907》
- 2005년 iTV iFM 《아우라, 문영민의 팡팡907》
- 2005년 iTV iFM 《아우라, 문영민의 2시폭탄》
- 2005년 iFM 《손성용, 문영민의 주부만세》
- 2006년 Sunny FM 《안녕하세요 문영민입니다》
- 2006년 Sunny FM 《태양의 아침 문영민입니다》